# Muiden-Pampus-Muiden
Muiden-Pampus-Muiden is een sloeproeiwedstrijd, georganiseerd sinds 1993 door de Koninklijke Nederlandsche Zeil- en Roeivereeniging (KNZ&RV). De wedstrijd wordt elk jaar gehouden tijdens het eerste weekend van november. Tijdens het weekend wordt er drie maal geracet.

## Route

### Standaard

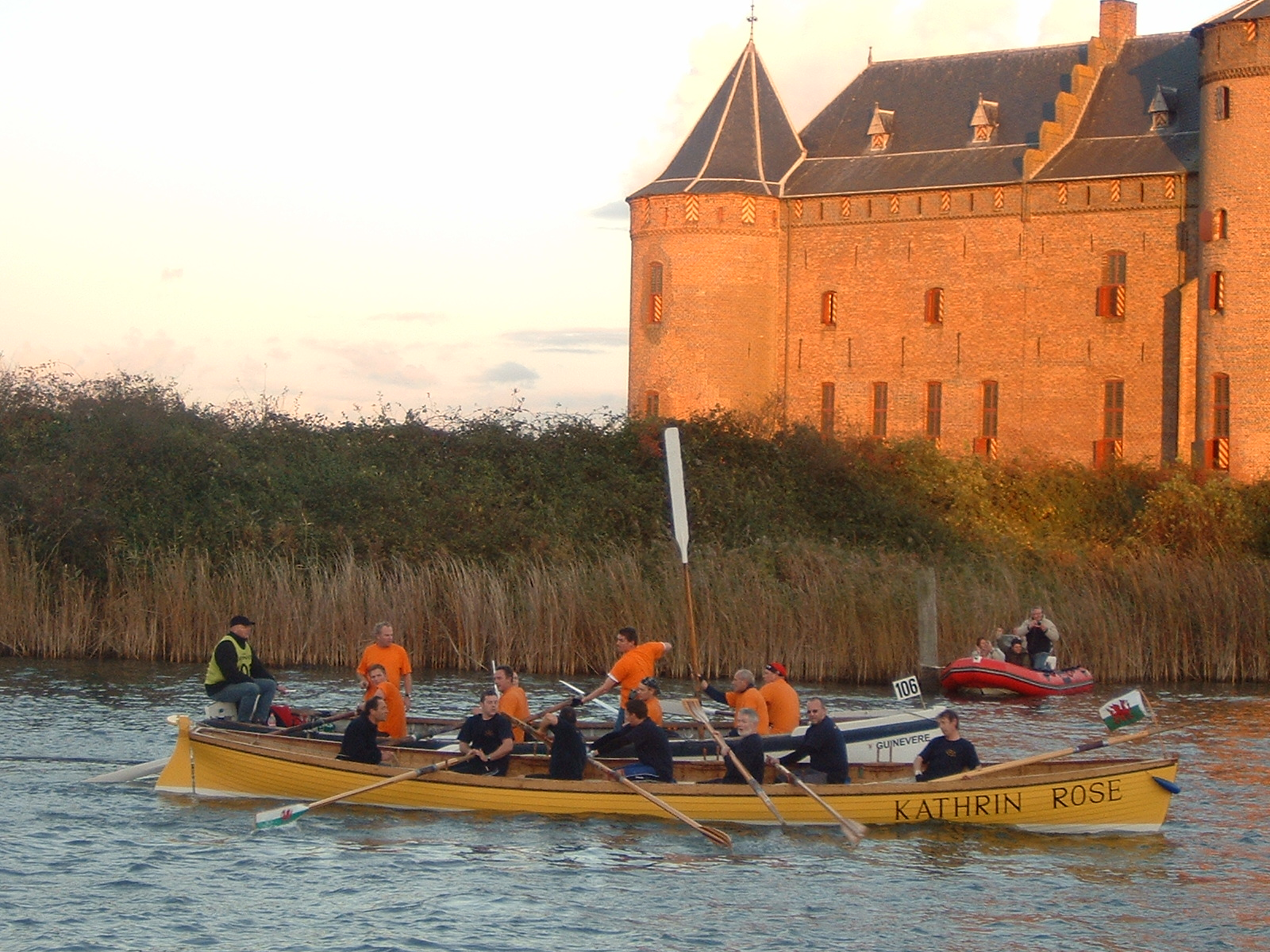
Wedstrijdfoto Muiden-Pampus-Muiden 2005

De start en finish is in Muiden, nabij het Muiderslot. Vanaf het Muiderslot wordt naar het eiland Pampus geroeid. De deelnemende boten ronden Pampus en roeien terug naar Muiden. Deze route is ongeveer 7,5 km lang.

### Alternatieven
De route kan voor de start van de wedstrijd nog worden aangepast, indien de wind het roeien van de normale route niet mogelijk maakt. Zo kan er in plaats van Pampus ook om het eiland Hooft (oostelijk) of het PEN-eiland (westelijk) worden gevaren. Deze routes zijn ongeveer even lang als de standaard.
Bij windstilte wordt nog wel om Pampus gevaren, maar dan kan het traject worden verlengd, om de laatste start en de eerste finish elkaar niet te veel in de weg te laten zitten.

## Seizoensafsluiter
Pampus-Muiden-Pampus is de wedstrijd die het sloeproeiseizoen afsluit. Hier worden dan ook de FSN prijzen uitgereikt.